# ŁuAZ 969
ŁuAZ 969-M – samochód terenowy produkowany przez radziecki koncern ŁuAZ.